# 马努 (厄尔-卢瓦省)
马努（法語：Manou，法語發音：[manu]）是法国厄尔-卢瓦省的一个市镇，属于诺让勒罗特鲁区。

## 地理
马努（48°31'8"N, 0°58'57"E）面积13.38 平方千米，位于法国中央-卢瓦尔河谷大区厄尔-卢瓦省，该省份为法国北部内陆省份，北起顺时针与厄尔省、伊夫林省、埃松省、卢瓦雷省、卢瓦-谢尔省、萨尔特省和奧恩省接壤。
与马努接壤的市镇（或旧市镇、城区）包括：瑟农什、莱默尼、隆尼莱维拉日。

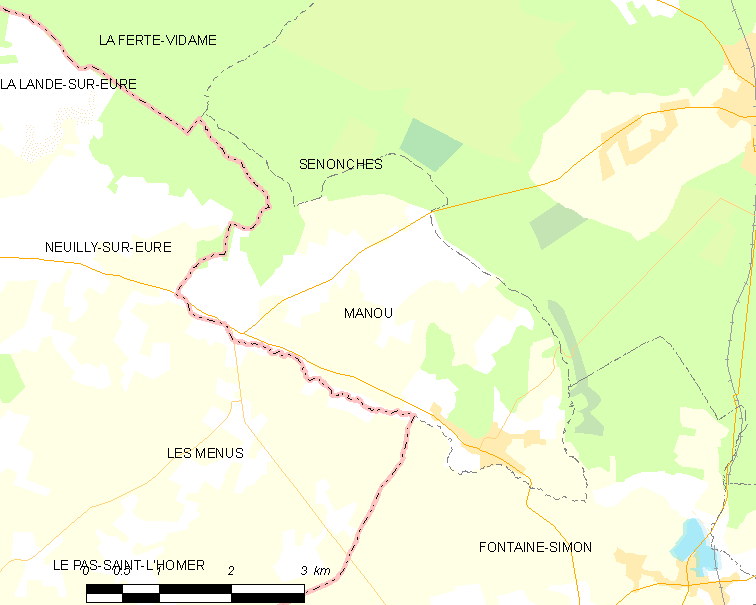
的OSM定位图

马努的时区为UTC+01:00、UTC+02:00（夏令时）。

## 行政
马努的邮政编码为28240，INSEE市镇编码为28232。

## 政治
马努所属的省级选区为诺让勒罗特鲁县。

## 人口

1962-2008年间人口变化图示

马努于2022年1月1日时的人口数量为606人。